# Хюма-султан (дочь Баязида II)
Хюма́-султа́н (тур. Hüma Sultan) или Хюма́шах-султа́н (тур. Hümaşah Sultan) — дочь османского султана Баязида II.

## Биография
В 1482 году она вышла замуж за Бали-пашу, губернатора Антальи. Однако Бали-паша умирает в 1495 году оставляя за собой Мечеть и гробницу. Мечеть (мечеть Бали-паши) и гробница, построенные им в Стамбуле, ещё не были закончены, а сама Хюмашах-султан завершила строительство в 1504 году.
Сербские источники сообщают, что Хюмашах снова вышла замуж за губернатора Скопье Мустафa-пашой. У них родился сын Хюсревшах-бей и четыре дочери: Умми, Хюма, Хани и Шахземан.
Хюмашах-султан провела остаток своих дней в Скопье. Она умерла в конце правления своего отца Баязида II и была похоронена в мечети Бурмали.